# Lentini
Lentini es una comuna siciliana de 24.031 habitantes, se encuentra en la provincia de Siracusa (Italia). 

Ubicación de la ciudad de Lentini dentro de la provincia de Siracusa.

## Evolución demográfica
| Gráfica de evolución demográfica de Lentini entre 1861 y 2001 |
|                                                               |
| Fuente ISTAT - Elaboración gráfica por parte de Wikipedia     |

## Personajes célebres
- Gorgias, filósofo griego.
- Giacomo da Lentini, poeta, inventor del soneto.
- Manlio Sgalambro, filósofo y poeta.
- Tecla de Lentini, santa cristiana, patrona de la ciudad.
- Gianfranco Randone, cantante del grupo de pop electrónico Eiffel 65.